# Diritto all'autodeterminazione
Il diritto all'autodeterminazione (o all'autodecisione) è un principio giuridico che riconosce all'individuo titolare la capacità e la facoltà di scelta autonoma e indipendente riguardo alla propria vita, identità, corpo, e scelte personali, senza subire imposizioni da parte di autorità esterne. Esso si manifesta in diversi ambiti, tra cui la libertà di orientamento sessuale, le libere scelte in ambito sanitario, e la possibilità di determinare il proprio percorso di vita socialmente e politicamente.

## Etimologia e definizione

### Etimologia
Autodeterminazione è un vocabolo composto dal prefisso auto- (dal greco αὐτός, traslitterato aytós, cioè sé stesso) e dal sostantivo determinazione (derivato dal latino e composto, a sua volta, della particella de- e tèrminus, che significa confine, limite) sul modello dell’inglese self-determination.

### Definizione moderna
In ambito filosofico, dunque, il concetto si riferisce all'idea di un individuo capace di determinare autonomamente la propria esistenza secondo una propria legge, indipendentemente da cause esterne su cui non ha alcuna discrezione. Il termine assume rilevanza nel contesto giuridico, inteso come diritto, configurandosi come il riconoscimento del potere dell'individuo di essere il centro decisionale delle scelte che riguardano la propria vita, entro i limiti stabiliti dal rispetto dei diritti altrui, dalle norme di buon costume e dalle disposizioni legali.
In tale accezione giuridica, l’autodeterminazione si associa principalmente al diritto di non subire interferenze nella sfera privata e intangibile delle scelte personali, che possono spaziare dalla determinazione del proprio orientamento sessuale alla libertà di scelta in ambito sanitario, fino alla possibilità di modellare il proprio percorso sociale e politico. La nozione di autodeterminazione è quindi un concetto complesso e trasversale, non limitato alla mera libertà individuale, ma fortemente influenzato dal contesto giuridico-normativo in cui si applica (per questo si può dire che la sua applicazione si estende dalle scelte personali -come l'orientamento sessuale- e mediche -cioè le scelte bioetiche- fino a influenzare la sfera politica e sociale) o dai contesti storici e normativi in evoluzione.

### Interpretazioni e radici filosofiche del termine
Il concetto di autodeterminazione affonda le sue radici nella filosofia politica dell'Illuminismo. Tra i primi a gettare le basi teoriche per il diritto all'autodeterminazione (individuale e collettiva) si può annoverare John Locke. Egli, fedele giusnaturalista, fu tra i primi a formulare la concezione di diritti naturali, universali ed inalienabili, tra cui, ad esempio, il diritto di vivere liberamente e di decidere autonomamente sulle proprie azioni.

Quasi un secolo dopo, John Stuart Mill nel suo Saggio sulla libertà del 1859 afferma:
(John Stuart Mill, "Saggio sulla Libertà")
Mill, quindi, traccia i confini di uno spazio privato in cui l'individuo deve essere libero di prendere decisioni e di esercitare la propria sovranità. L'associazione tra autodeterminazione e sovranità implica che, per Mill, la libertà sociale e politica corrisponda a un ideale morale di autodecisione.
Semplificando decisamente la tradizione di riflessione, dunque, nel tratteggiare gli elementi caratteristici del diritto, si distingue tra autodeterminazione e autonomia, tra cui, seppure esse consistano in nozioni strettamente legate, si può stabilire una distinzione. L’autonomia, come concepita da Immanuel Kant, implica la capacità dell’individuo di dare a sé stesso una legge morale, guidata dalla ragione, senza interferenze esterne o condizionamenti derivati dall'esperienza (ad esempio, inclinazioni o desideri). Al contrario, l’autodeterminazione, come descritta da Mill, è la semplice libertà di scegliere, senza necessità di fondarsi su principi morali, ma solo sull'indipendenza da influenze esterne. L’autodeterminazione, dunque, può essere descritta come una forma più immediata di libertà, che precede l’autonomia, la quale, a sua volta, fornisce le basi razionali per le scelte.

## Storia
Il diritto all'autodeterminazione individuale ha radici profonde nella riflessione giuridica e filosofica sul rapporto tra la persona e la sua libertà di scelta. Tale diritto, pur non trovando un'esplicita menzione nelle principali Costituzioni occidentali, ha assunto un’importanza crescente nell'età contemporanea, plasmando il contesto del dibattito riguardo alle libertà civili e sociali. Un vigoroso impulso nella sua formulazione è stato dato dalla matura riflessione giuridica sul problema del corpo, insieme all'evoluzione delle dinamiche sociali, religiose e familiari delle società occidentali.

La consapevolezza della centralità dell'autodeterminazione si è diffusa soprattutto grazie alle lotte civili, come quelle femministe, ma anche per la libertà sessuale e di genere, che hanno posto al centro la questione del diritto della persona a decidere liberamente su se stessa, sulla propria sessualità e riproduzione. Il movimento femminista, in particolare, ha coniato il concetto di autodeterminazione per significare il diritto della donna di disporre liberamente del proprio corpo e di scegliere autonomamente riguardo alle proprie questioni sessuali e riproduttive. Questo primo approccio è stato determinante nel denunciare e risolvere le forme di violenza e discriminazione che le donne subivano a causa delle norme giuridiche del tempo e delle dinamiche familiari di stampo patriarcale. 

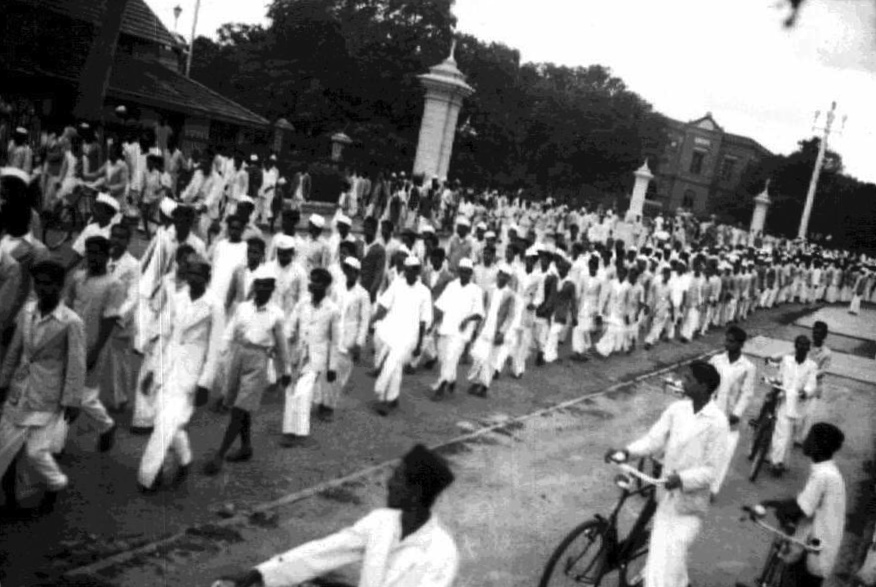
Marcia a Bangalore nel contesto del movimento di disobbedienza civile Quit India indetto dal Congresso Nazionale Indiano. Il fine del movimento era l'autodeterminazione dell'India, assoggettata all'Impero Britannico dal 1858.

L’autodeterminazione ha preso dunque forma inizialmente come un'esigenza individuale, per poi svilupparsi in un'urgenza collettiva. Tale concetto, incentrato inizialmente sui diritti delle donne, si è successivamente esteso al diritto all'autodeterminazione dei popoli. L'espressione si traduce nel riconoscimento della capacità di scelta autonoma ed indipendente dei popoli poco rappresentati, altrimenti detti minoranze. Tale diritto tutela la gestione autonoma della loro esistenza, salvaguarda la loro sopravvivenza, messa in pericolo dalle dinamiche di arricchimento della civiltà consumistica, e consente il dialogo tra culture diverse. 
Tutti questi sviluppi hanno stimolato una riflessione sempre più profonda e articolata sull'autodeterminazione individuale. Ciò ha portato a una revisione delle tradizionali letture costituzionali e a una reinterpretazione dei diritti fondamentali, con un’attenzione crescente alla libertà di autodeterminazione come diritto in sé o come parte integrante di altri diritti. In un contesto tanto dinamico e in continua evoluzione, si è progressivamente consolidato il diritto all'autodeterminazione.
La Costituzione italiana, pur non menzionando esplicitamente l’autodeterminazione, riconosce chiaramente i diritti inviolabili della persona, sancendo la libertà individuale e la dignità umana come valori fondamentali. La combinazione degli articoli 2 e 13, che tutelano la libertà personale, consente una lettura evolutiva che riconosce la necessità di garantire e tutelare l’autodeterminazione dell'individuo, anche in ambiti nuovi e emergenti. L'articolo 2, in particolare, è interpretato come una clausola aperta, che permette l'espansione dei diritti fondamentali in risposta ai cambiamenti sociali, facendo emergere nuove forme di autodeterminazione in grado di rispondere alle esigenze della società contemporanea.
Nel contesto normativo italiano, l'art. 1 della legge 22 dicembre 2017, n. 219, stabilisce che "La presente legge, nel rispetto dei principi di cui agli articoli 2, 13 e 32 della Costituzione e degli articoli 1,  2 e  3 della Carta dei diritti fondamentali dell'Unione europea,  tutela il diritto alla vita,    alla salute,    alla dignità ed all'autodeterminazione della persona". Difatti la legge lascia intendere che l'interpretazione più moderna della Costituzione e della Carta dei diritti fondamentali dell'Unione europea dello stesso legislatore riconosce il diritto all'autodeterminazione come uno dei diritti sanciti da esse.
Un simile sviluppo normativo ha trovato eco anche nelle leggi di altri paesi, sebbene il concetto di autodeterminazione non sia sempre formalmente espresso nelle loro carte costituzionali. La Legge Fondamentale tedesca, ad esempio, pur non parlando esplicitamente di autodeterminazione, stabilisce nel suo articolo 2 che "ognuno ha diritto al libero sviluppo della propria personalità", un principio che tutela in modo simile l'autodeterminazione dell'individuo. Tale enunciazione riflette un'idea parallela di autodeterminazione, incentrata sul diritto di ogni persona di sviluppare liberamente la propria identità, purché non violi i diritti degli altri e rispetti l'ordinamento costituzionale.